# Pongrawit Jantawong
Pongrawit Jantawong (sinh ngày 7 tháng 10 năm 2000) là một cầu thủ bóng đá người Thái Lan.

## Sự nghiệp câu lạc bộ
Pongrawit Jantawong hiện đang chơi cho Cerezo Osaka.